# Tolmerus baezi
Tolmerus baezi là một loài ruồi trong họ Asilidae. Tolmerus baezi được Hradský & Bosák miêu tả năm 2006. Loài này phân bố ở vùng Cổ Bắc giới.